# Державний кордон Гаяни

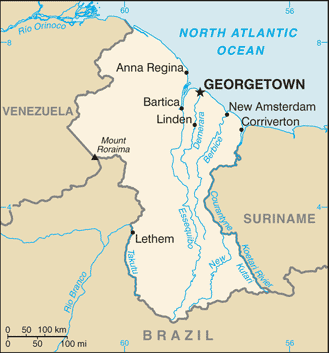
Карта Гаяни

Державний кордон Гаяни — державний кордон, лінія на поверхні Землі та вертикальна поверхня, що проходить по цій лінії, що визначають межі державного суверенітету Гаяни над власними територією, водами, природними ресурсами в них і повітряним простором над ними. 

## Сухопутний кордон
Загальна довжина кордону — 2933 км. Гаяна межує з 3 державами. Уся територія країни суцільна, тобто анклавів чи ексклавів не існує.
Ділянки державного кордону
| Держава   | Ділянка | Довжина (км) | Прикордонні регіони | Примітки |
| --------- | ------- | ------------ | ------------------- | -------- |
| Бразилія  | південь | 1308         |                     |          |
| Суринам   | схід    | 836          |                     |          |
| Венесуела | захід   | 789          |                     |          |

## Морські кордони
Гаяна на півночі омивається водами Атлантичного океану. Загальна довжина морського узбережжя 459 км. Згідно з Конвенцією Організації Об'єднаних Націй з морського права (UNCLOS) 1982 року, протяжність територіальних вод країни встановлено в 12 морських миль (22,2 км). Виключна економічна зона встановлена на відстань 200 морських миль (370,4 км) від узбережжя. Континентальний шельф — 200 морських миль (370,4 км) від узбережжя.

## Спірні ділянки кордону

Венесуельська Гвіана позначена строкатим

Західну частину країни, до річки Ессекібо, Венесуела вважає власною територією, так званою Венесуельською Гвіаною. Ці території мали неврегульований статус ще за часів британського панування в південноамериканській колонії Британська Гвіана.